# العلاقات الفلبينية البلغارية
العلاقات الفلبينية البلغارية هي العلاقات الثنائية التي تجمع بين الفلبين وبلغاريا.

## مقارنة بين البلدين
هذه مقارنة عامة ومرجعية للدولتين:
| وجه المقارنة                                              | الفلبين                       | بلغاريا                                                                             |
| --------------------------------------------------------- | ----------------------------- | ----------------------------------------------------------------------------------- |
| المساحة (كم2)                                             | 343.45 ألف                    | 110.99 ألف                                                                          |
| عدد السكان (نسمة)                                         | 104.92 مليون                  | 7.08 مليون                                                                          |
| الكثافة السكانية (ن./كم²)                                 | 305.49                        | 63.79                                                                               |
| العاصمة                                                   | مانيلا                        | صوفيا                                                                               |
| اللغة الرسمية                                             | اللغة الفلبينية، لغة إنجليزية | اللغة البلغارية                                                                     |
| العملة                                                    | بيسو فلبيني                   | ليف بلغاري                                                                          |
| الناتج المحلي الإجمالي (بليون دولار)                      | 313.60 مليار                  | 56.83 مليار                                                                         |
| الناتج المحلي الإجمالي (تعادل القوة الشرائية) بليون دولار | 743.90 مليار                  | 130.99 مليار                                                                        |
| الناتج المحلي الإجمالي الاسمي للفرد دولار أمريكي          | 2.90 ألف                      | 8.03 ألف                                                                            |
| الناتج المحلي الإجمالي للفرد دولار أمريكي                 | 7.39 ألف                      | 17.21 ألف                                                                           |
| مؤشر التنمية البشرية                                      | 0.668                         | 0.782                                                                               |
| رمز المكالمات الدولي                                      | +63                           | +359                                                                                |
| رمز الإنترنت                                              | .ph                           | .bg، .бг ‏                                                                           |
| المنطقة الزمنية                                           | توقيت الفلبين                 | ت ع م+02:00، ت ع م+03:00، أوروبا/صوفيا ‏، توقيت شرق أوروبا، توقيت شرق أوروبا الصيفي ‏ |

## منظمات دولية مشتركة
يشترك البلدان في عضوية مجموعة من المنظمات الدولية، منها:
| علم المنظمة | اسم المنظمة                               | تاريخ انضمام الفلبين | تاريخ انضمام بلغاريا |
| ----------- | ----------------------------------------- | -------------------- | -------------------- |
|             | يونسكو                                    | 21 نوفمبر 1946       | 17 مايو 1956         |
|             | وكالة ضمان الاستثمار متعدد الأطراف        | 8 فبراير 1994        | 23 سبتمبر 1992       |
|             | الأمم المتحدة                             | 24 أكتوبر 1945       | 14 ديسمبر 1955       |
|             | الفريق المعني برصد الأرض                  | ?                    | ?                    |
|             | الاتحاد البريدي العالمي                   | ?                    | ?                    |
|             | البنك الدولي للإنشاء والتعمير             | 27 ديسمبر 1945       | 25 سبتمبر 1990       |
|             | الاتحاد الدولي للاتصالات                  | 25 مايو 1912         | 18 سبتمبر 1880       |
|             | منظمة حظر الأسلحة الكيميائية              | ?                    | ?                    |
|             | مؤسسة التمويل الدولية                     | 12 أغسطس 1957        | 22 يوليو 1991        |
|             | المركز الدولي لتسوية المنازعات الاستشارية | 17 ديسمبر 1978       | 13 مايو 2001         |
|             | منظمة التجارة العالمية                    | 1995                 | 1 ديسمبر 1996        |
|             | منظمة الشرطة الجنائية الدولية             | ?                    | ?                    |

## وصلات خارجية
- موقع وزارة الخارجية الفلبينية
- موقع وزارة الخارجية البلغارية